# Anthoxanthum amarum
Anthoxanthum amarum är en gräsart som beskrevs av Felix de Silva Avellar Brotero. Anthoxanthum amarum ingår i släktet vårbroddssläktet, och familjen gräs. Inga underarter finns listade i Catalogue of Life.